# غانم العميري
غانم مبارك العميري ، نائب سابق في مجلس الأمة الكويتي.

## نجاحه في تكميلية1967
ترشح في انتخابات مجلس الأمة الكويتي 1967 في الدائرة الثانية - القبلة - ، وحصل على المركز الثالث عشر برصيد (33) صوت وفاز بالانتخابات التكميلية، بعد ان وقع عدد من المرشحين عريضة لأنهم معترضين بأن الحكومة قد زورت الانتخابات، وكان أغلبهم من القوميين العرب، وقد قدم 7 من الفائزين بالانتخابات استقالتهم من المقاعد التي فازوا فيها، ليحل بدلهم أعضاء جدد وكان من ضمنهم غانم مبارك العميري.